# Loonkosthandicap
De loonkosthandicap of loonhandicap is het concurrentieel nadeel van de loonkost dat een land of regio heeft ten opzichte van zijn buurlanden. Het betekent dat een eenheid arbeid vergeleken wordt tussen verschillende landen of regio's. Het is een neoliberale, politiek geladen term die redeneert vanuit het perspectief van werkgevers; voor werknemers is loon immers geen last, kost of handicap maar een inkomst.

## België
Volgens de Centrale Raad voor het Bedrijfsleven was de loonhandicap in België 2,9 % eind 2014 en 1,5 % eind 2015. Wanneer er in Belgische context over de loonhandicap gesproken wordt slaat dit steeds op de Belgische loonkost tegenover de gemiddelde loonkost van de 3 buurlanden: Nederland, Duitsland en Frankrijk. Het cijfer dat de Centrale Raad voor het Bedrijfsleven hanteert geeft de loonkosthandicap weer die België opgelopen heeft sinds 1996. 1996 is het referentiejaar, waarbij ervan uitgegaan wordt dat er dan geen loonkosthandicap bestond. Het was het jaar dat de wet op de vrijwaring van het concurrentievermogen werd ingevoerd.
In absolute cijfers was een uurloon arbeid in 1996 niet gelijk als een uurloon arbeid in onze buurlanden. De loonkloof bedroeg toen ongeveer 12,5 %. In absolute cijfers is de loonkosthandicap hoger: Deze bedroeg eind 2015 14,2 % volgens het VBO.
Volgens een studie van Eurostat kostte een uur arbeid in België 39,1 € in 2014. Binnen de Europese Gemeenschap kost een uurloon enkel meer in Denemarken. (Nederland : 34 €/u, gemiddeld loon in de Eurozone: 29,2 €/u)
De loonhandicap is een hoofdthema in de Belgische politiek. België is wereldwijd een van de landen met de hoogste loonlasten.
In België bestaat een systeem van automatische indexatie van de lonen. Dit systeem, dat de lonen automatisch aanpast als de spilindex overschreden is, staat ter discussie. De Europese overheid en de OESO bekritiseren dit systeem en wijzen erop dat dit mede de oorzaak is van het ontsporen van de loonkost. Voorstanders van de loonsindexatie (waaronder de socialistische partijen en de vakbonden) argumenteren dat dit systeem een garantie is voor welvaartsvastheid.

### Fiscale hervorming
Met het aansnijden van de fiscale hervorming wil premier Bart De Wever de bittere smaak van de Meerwaardebelasting doorspoelen. Met de loonkostenverlaging kunnen alle coalitiepartners scoren, al is de vraag of er versneld mee kan worden uitgepakt.

## Nederland
In Nederland is de loonhandicap een stuk kleiner: Volgens een prognose (Hay Group) zal het gemiddelde loon in Nederland in 2014 met 2,3% stijgen. Dit is niet alleen minder dan het Europees gemiddelde (2,6%), maar ook minder dan zijn buurlanden België (2,6%) en Duitsland (3%). De loonhandicap is dan ook een minder heet hangijzer in Nederlandse politieke kringen.

## Voetnoten
1. ↑   gemiddeld loon met uitzondering van de agrarische sector en de lonen van de ambtenaren